# باينايلا دي لوس موروس
بلدية باينايلا دي لوس موروس (بالإسبانية: Pinilla de los Moros)‏، هي إحدى بلديات مقاطعة برغش، التي تقع في منطقة قشتالة وليون، والتي تقع في شمال غرب إسبانيا.
يبلغ عدد سكانها 50 نسمة وفقاً لإحصائية سنة (2002).